# هومبيرتو هرنانديز (دراج)
هومبيرتو هرنانديز (بالإسبانية: Humberto Hernández)‏ هو دراج كولومبي، ولد في 1971.